# Diicu Buicescu
Diicu Buicescu a fost mare dregător care a ajuns mare spătar al domnitorului muntean Matei Basarab. Era nepotul domnitorului, soția sa era jupâneasa Dumitra, iar mama sa era jupâneasa Mara.
A participat la Bătălia de la Focșani la 22 mai 1653, la Bătălia de la Finta din 27 mai 1653, conducând trupe muntene în campania de ajutorare a domnitorului Gheorghe Ștefan ca să reocupe tronul Moldovei.
Se pare că Mănăstirea Clocociov a fost ctitorită de Diicu Buicescu, ea fiind reconstruită din temelie în anul 1645.